# 411. п. н. е.

## Догађаји
- септембар - Битка код Еретрије